# Mihai Buculei
Mihai Buculei (* 22. Dezember 1940 in Mihoveni, Suceava) ist ein rumänischer Bildhauer und Professor an der Kunstakademie Bukarest.

## Leben
Mihai Buculei studierte von 1964 bis 1970 Bildhauerei an der Kunstakademie Nicolae Grigorescu und in Italien. Er war Stipendiat von "Dimtrie Paciurea".
Buculei lebt in Bukarest und hat an vielen internationalen Symposien teilgenommen. Seit 1980 arbeitet er an einem Monumentalwerk in einer Waldlichtung bei Butenia/Arad.
In Deutschland hat er im öffentlichen Raum in Beratzhausen in Bayern bedeutende Werke geschaffen. Broncesarbeiten: "Paracelsus" (vor Zehentstadel wohl einzige Skulptur des Wunderheilers), Argula von Stauff (streitbare Reformerin für die Ideen Luthers).
Steinarbeiten:
- Brücke zur Seligkeit (Element im Skulpturenpark)
- Kriegerdenkmal am Friedhof,
- Lebensbaum (Kindergarten St. Nikolaus),
- Pantokrator (Hof der Volksschule)

So hat er in der „Kulturhauptstadt Rumäniens in Bayern“ (so der ehemalige Kulturstaatssekretär Radu Borianu aus Bukarest) viele Spuren seines Lebenswerkes hinterlassen.
| Personendaten    | Personendaten                                                     |
| ---------------- | ----------------------------------------------------------------- |
| NAME             | Buculei, Mihai                                                    |
| KURZBESCHREIBUNG | rumänischer Bildhauer und Professor an der Kunstakademie Bukarest |
| GEBURTSDATUM     | 22. Dezember 1940                                                 |
| GEBURTSORT       | Mihoveni, Suceava                                                 |